# キヤコヨ

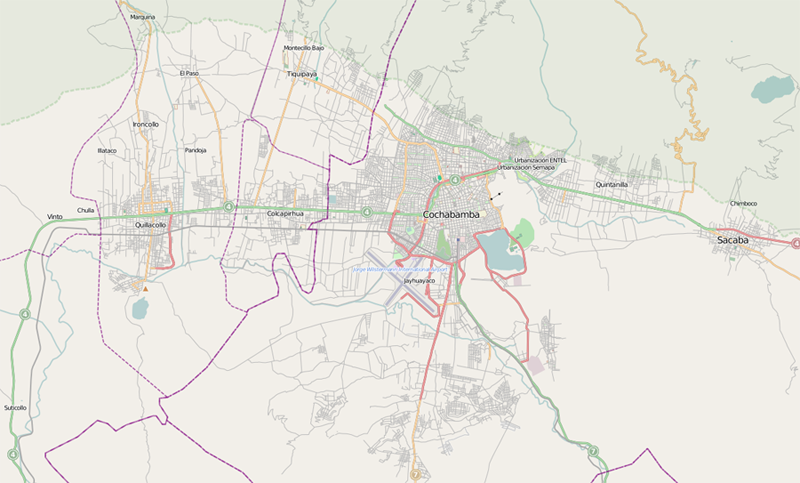
コチャバンバ都市圏の地図。キヤコヨは左端。

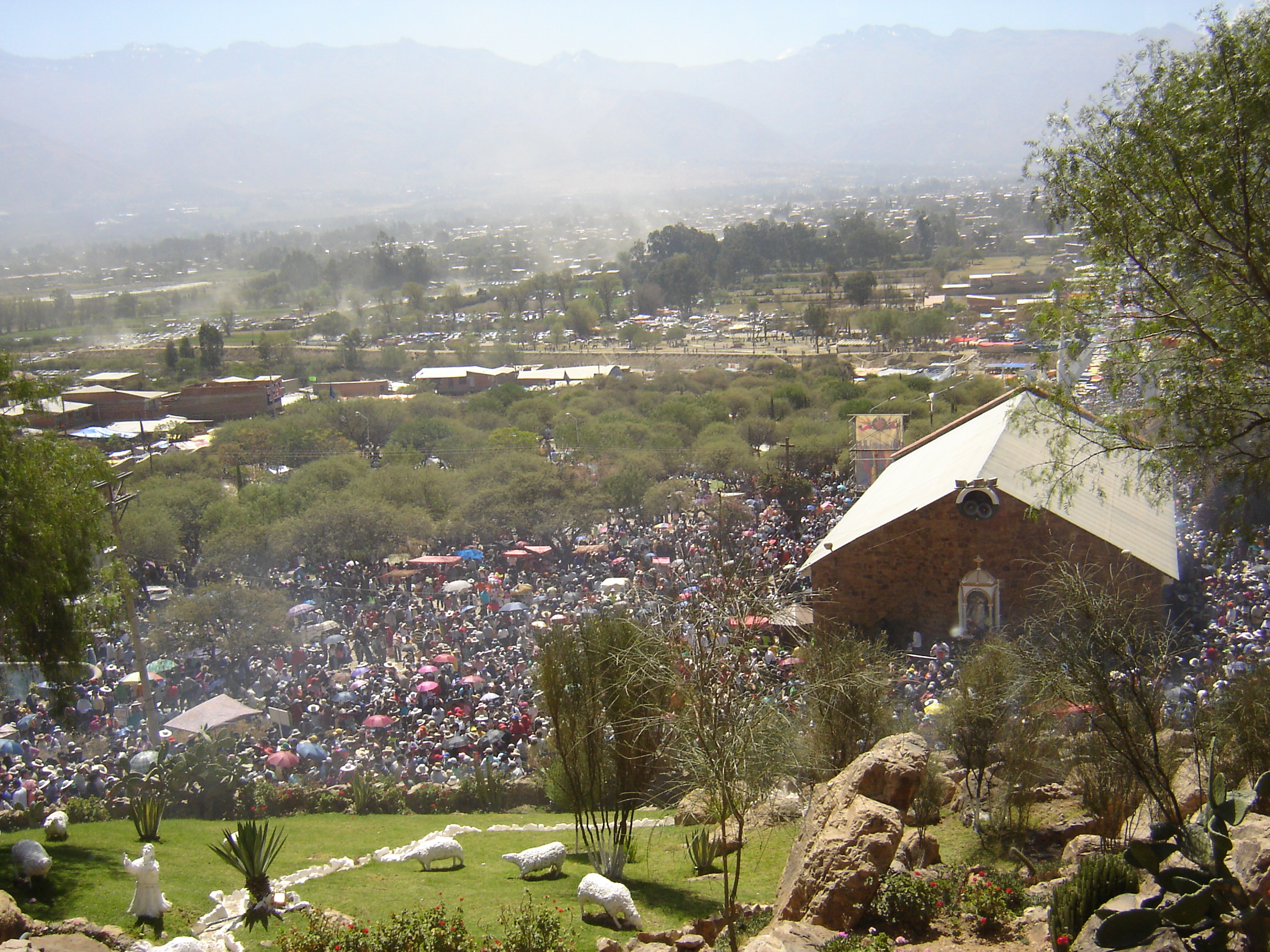
ウルクピーニャの聖女の祭り

キヤコヨ（スペイン語: Quillacollo）は、ボリビア中央のコチャバンバ県のキヤコヨ郡の郡都。
2012年の人口は11万7859人で、国内10位。
県都コチャバンバの13km西に位置する。
毎年8月15日に「ウルクピーニャの聖処女祭」が開催される。

## 人口
- 1976年9月29日：1万9433人
- 1992年6月3日：7万965人
- 2001年6月29日：7万4980人
- 2012年11月21日：11万7859人